# صافت سرخ
صافت سرخ یک روستا در ایران است که در دهستان براکوه شهرستان خوسف واقع شده‌است.